# エイミー (THE ORAL CIGARETTESの曲)
「エイミー」は、THE ORAL CIGARETTESの2枚目のシングルであり、2015年4月22日にA-Sketchから発売された。

## 解説
- 前作より約9ヶ月ぶりとなるシングル。

- 初回限定盤DVDには2014年11月20日に行われた「THE ORAL CIGARETTES 唇ワンマンツアー 2014 AUTUMN～食欲の秋にアルバムリリース、BKW勢食い尽くしてやる! の巻」東京公演の模様が収録されている。

- 本作に収録されている『エイミー』と『踊り狂う人形』はインディーズ時代から存在する楽曲であり、『新月と牡羊座』にも異なるバージョンで収録されている。

- カップリング曲『GET BACK』は、週刊少年マガジンに連載されていた漫画「GetBackers-奪還屋-」がモチーフとなって作られた。「1分の幻想　夢に身は滅び」「鳴らしたんだ　雷鳴」「魔界都市危険な色を持つスラム」「バビロンシティ　支配を受けたロウアー」など、作品に関連した詞が多数出てくる[1]。

## 収録内容
全作詞・作曲 : 山中拓也　全編曲 : THE ORAL ClGARETTES
1. エイミー [4:54]
  - テレビ東京系「JAPAN COUNTDOWN」2015年4月度エンディングテーマ、KBS京都「京スポ」4月度エンディングテーマ。
2. GET BACK [3:35]
3. 踊り狂う人形 [3:41]

### 初回生産限定盤DVD収録内容
THE ORAL CIGARETTES 唇ワンマンツアー 2014 AUTUMN～食欲の秋にアルバムリリース、BKW勢食い尽くしてやる! の巻
1. 嫌い
2. 僕は夢を見る
3. ハロウィンの余韻
4. STARGET

## 収録アルバム
- FIXION (#1)
- Before It's Too Late (#2)